# Шалфей колючий
Шалфей колючий (лат. Salvia spinosa) — многолетнее растение, вид рода Шалфей (Salvia) семейства Яснотковые (Lamiaceae).

## Распространение и экология
Встречается в Северной Африке, на Ближнем Востоке и в Средней Азии.
По щебенистым каменистым склонам и в степях в предгорьях.

## Ботаническое описание
Растение высотой 20—60 см.
Стебель прямой, почти ветвистый, по всей длине опушённый.
Прикорневые и нижние стеблевые листья яйцевидные или широко эллиптические, длиной 6—16 см, шириной 2,5—11 см, тупые, при основании почти сердцевидные или клиновидные, по краю двояко тупо выгрызенно-зубчатые, почти лопастные, морщинистые, с черешками длиной 4—6 см; стеблевые меньше прикорневых, более остро и глубоко надрезанные, менее морщинистые, сидячие; прицветные — сердцевидно-округлые.
Соцветие раскидистая пирамидальная метёлка, ветви которой несут 5—7 ложных 6-цветковых мутовок; цветоножки длиной 2—4 мм; чашечка коническая, длиной 15—20 мм; венчик белый, длиной 2—2,5 см.
Орешки трёхгранные, шаровидные, длиной 2,5 мм, зеленовато-серые.

## Классификация

### Таксономия
Вид Шалфей колючий входит в род Шалфей (Salvia) подсемейства Котовниковые (Nepetoideae) семейства Яснотковые (Lamiaceae) порядка Ясноткоцветные (Lamiales).
|  |                                      |  |                                                             |                                                             |                      |  | ещё 21 семейство (согласно Системе APG II) | ещё 21 семейство (согласно Системе APG II)  |                                             |  |  |  | ещё 110—130 родов | ещё 110—130 родов  |  |  |
|  |                                      |  |                                                             |                                                             |                      |  | ещё 21 семейство (согласно Системе APG II) | ещё 21 семейство (согласно Системе APG II)  |                                             |  |  |  | ещё 110—130 родов | ещё 110—130 родов  |  |  |
|  |                                      |  |                                                             | порядок Ясноткоцветные                                      |                      |  |                                            |                                             | подсемейство Котовниковые                   |  |  |  |                   | вид Шалфей колючий |  |  |
|  |                                      |  |                                                             | порядок Ясноткоцветные                                      |                      |  |                                            |                                             | подсемейство Котовниковые                   |  |  |  |                   | вид Шалфей колючий |  |  |
|  | отдел Цветковые, или Покрытосеменные |  |                                                             |                                                             | семейство Яснотковые |  |                                            |                                             | род Шалфей                                  |  |  |  |                   |                    |  |  |
|  | отдел Цветковые, или Покрытосеменные |  |                                                             |                                                             |                      |  |                                            |                                             |                                             |  |  |  |                   |                    |  |  |
|  |                                      |  | ещё 44 порядка цветковых растений (согласно Системе APG II) | ещё 44 порядка цветковых растений (согласно Системе APG II) |                      |  |                                            | ещё 7 подсемейств (согласно Системе APG II) | ещё 7 подсемейств (согласно Системе APG II) |  |  |  | ещё 700—900 видов |                    |  |  |
|  |                                      |  |                                                             | ещё 44 порядка цветковых растений (согласно Системе APG II) |                      |  |                                            |                                             | ещё 7 подсемейств (согласно Системе APG II) |  |  |  |                   |                    |  |  |